# Wolfgang von Kempelen

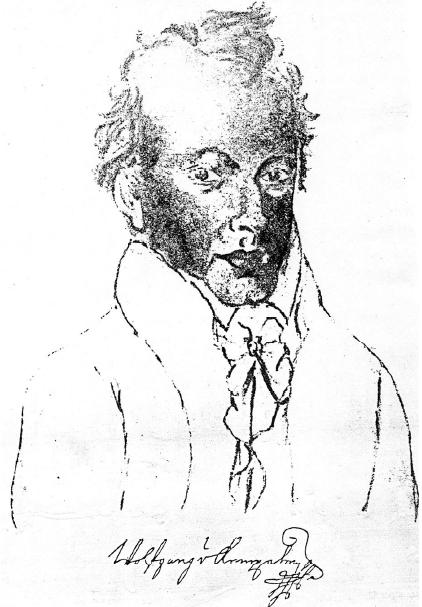
Wolfgang von Kempelen

Wolfgang von Kempelen (ur. 23 stycznia 1734, zm. 26 marca 1804) – baron węgierski, inżynier, fizyk, radca dworu cesarzowej Marii Teresy.
Opracował m.in. system fontann w parku pałacu Schönbrunn, projekt kanału łączącego Dunaj z Adriatykiem, skonstruował przyrząd do pisania dla niewidomych, lalkę potrafiącą wymawiać słowa i zdania. Sławę uzyskał jako twórca Mechanicznego Turka.
Był poliglotą i autorem publikacji z 1791  Mechanizm ludzkiej mowy.